# Horst Gnekow

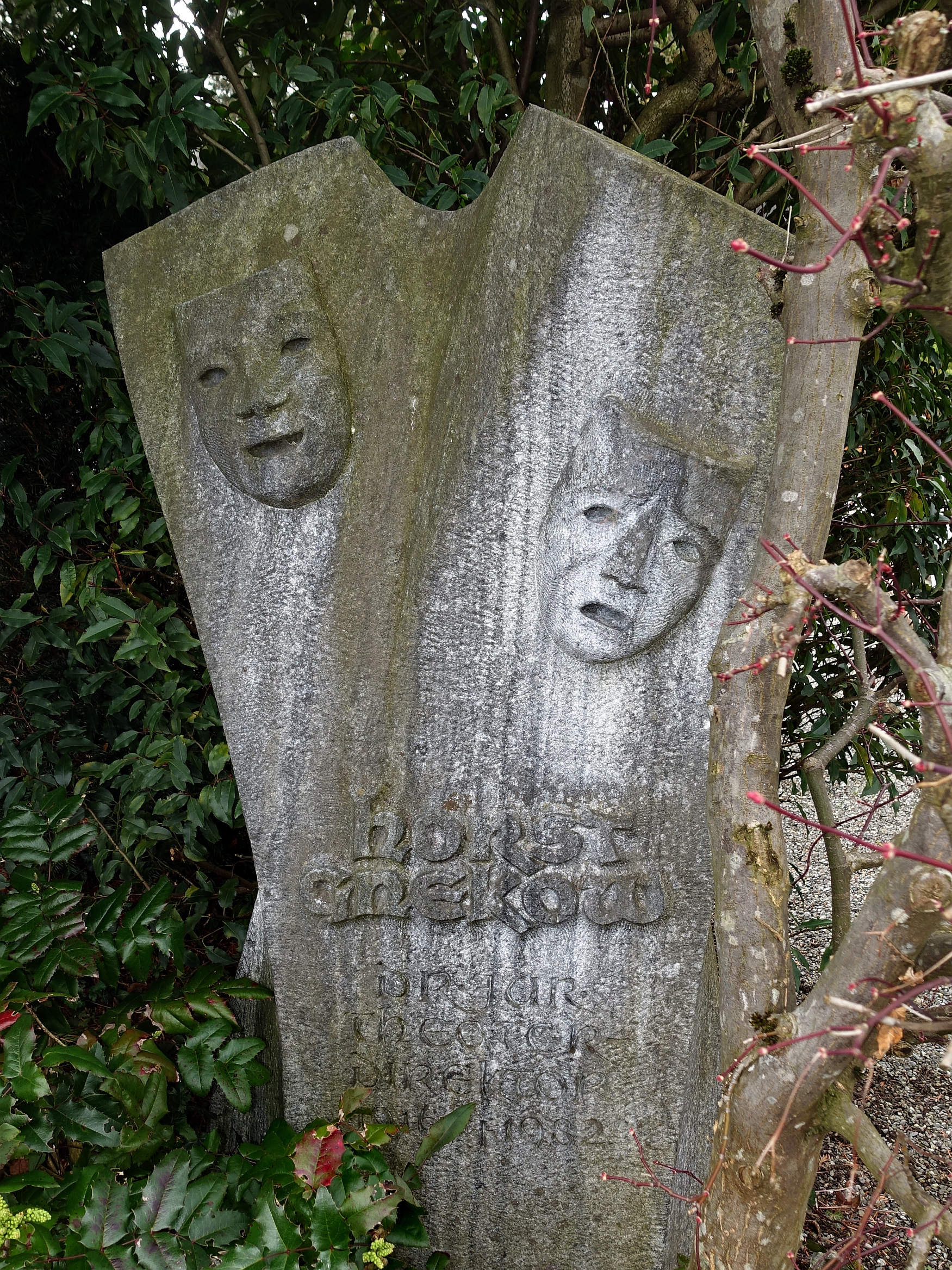
Grab auf dem Friedhof Friedental

Horst Gnekow (* 25. Juli 1916 in Wandsbek; † 10. Juli 1982 in Luzern) war ein deutscher Schauspieler, Dramaturg und Theaterintendant.

## Leben
Gnekow war Sohn eines Professors geboren und entstammte einer eingesessenen Apothekerfamilie in Wandsbek. Er studierte Theaterwissenschaften und Rechtswissenschaften an den Universitäten Hamburg, Jena und Göttingen. In Hamburg wurde er Mitglied des Corps Suevo-Borussia, in Jena trat er dem Corps Guestphalia bei und in Göttingen gehörte er dem Corps Hannovera an. Mit seiner Dissertation Das Recht des Regisseurs (1940) promovierte zum Dr. jur. und wandte sich konsequent seiner Leidenschaft, der Schauspielerei und Dramaturgie, zu. Seine letzte Ruhestätte fand er auf dem Friedhof Friedental.
Er war
- 1941–1943 Spielleiter-Anwärter am Staatlichen Schauspielhaus in Hamburg,
- 1943/1944 Dramaturg und Spielleiter an den Städtischen Bühnen Essen,
- 1945–1947 Dramaturg und Spielleiter an der Städtischen Bühne Bochum,
- 1947–1949 Leiter des künstlerischen Betriebsbüros, Spielleiter und Chefdramaturg an den Bühnen der Landeshauptstadt Kiel,
- 1949/1950 Intendant des Nordfriesischen Landestheaters Westerland,
- 1950–1960 Intendant des Nordmark-Landestheaters Schleswig.

Als Intendant gründete er 1950 das (zweite) Nordmark-Landestheater in Schleswig, heute Teil des Schleswig-Holsteinischen Landestheaters.
Er war Generalintendant am Stadttheater Luzern (1961–1968), an den Städtischen Bühnen Münster, wo er 1969 Jahnns Spur des dunklen Engels inszenierte, und von 1978 bis 1981 am Theater Hof.
Bekannt wurde er für seine Shakespeare-Inszenierungen. In Luzern brachte er erstmals im Westen Bertolt Brecht zur Aufführung und die Aufführung Der Verfolgung und Ermordung Jean Paul Marats dargestellt durch die Schauspielgruppe des Hospizes zu Charenton unter Anleitung des Herrn de Sade von Peter Weiss war nicht nur für Schweizer Verhältnisse eine Sensation.

## Filmografie
- 1955: Kinder, Mütter und ein General
- 1956: Ein Herz kehrt heim
- 1957: Herrscher ohne Krone
- 1960: Strafbataillon 999
- 1978: Feuer um Mitternacht